# Selenocosmia pritami
Selenocosmia pritami là một loài nhện trong họ Theraphosidae.
Loài này thuộc chi Selenocosmia. Selenocosmia pritami được miêu tả năm 1935 bởi Dyal.